# Mona Fayad
Pour les articles homonymes, voir Fayad.
 (octobre 2019).
Si vous disposez d'ouvrages ou d'articles de référence ou si vous connaissez des sites web de qualité traitant du thème abordé ici, merci de compléter l'article en donnant les références utiles à sa vérifiabilité et en les liant à la section « Notes et références ».
Mona Fayad (منى فياض) (née en 1950 au Sud-Liban) est une femme politique et universitaire libanaise.

## Biographie
Docteur en psychologie de l’Université de Paris-5, elle enseigne la psychologie à l’Université Libanaise à Beyrouth. Membre de plusieurs associations scientifiques et intellectuelles, elle est depuis 2001 membre fondateur du Mouvement du renouveau démocratique dirigé par Nassib Lahoud. Membre du comité exécutif du mouvement jusqu’en 2010, elle fait son retour au comité lors des élections internes du 19 juillet et est élue dans la foulée vice-présidente.
Elle fut surtout connue du grand public lors de la guerre de juillet-août 2006 entre le Hezbollah et Israël, à travers de nombreux articles dans lesquels elle a critiqué le chantage et les pressions que subissent les intellectuels chiites non affiliés au Hezbollah.